# NGC 2512
NGC 2512 је спирална галаксија у сазвежђу Рак која се налази на NGC листи објеката дубоког неба.
Деклинација објекта је + 23° 23' 30" а ректасцензија 8h 3m 7,6s. Привидна величина (магнитуда) објекта NGC 2512 износи 13,1 а фотографска магнитуда 13,9. NGC 2512 је још познат и под ознакама UGC 4191, MCG 4-19-21, MK 384, CGCG 118-52, IRAS 08001+2331, PGC 22596.